# Ján Simonides (kněz)
Ján Simonides, SJ (* 27. prosinec 1639, Bijacovce – † 31. říjen 1674, Turá Lúka ) byl slovenský římskokatolický kněz, jezuita, mučedník.

## Životopis
- 27. 12. 1639 narozený v Bijacovce (Spiš)
- 1654 - 1659 studium na gymnáziu v Spišské Kapitule
- 14. 10. 1659 přijat do Tovaryšstva Ježíšova v Košicích
- 1660 - 1661 v noviciátu Tovaryšstva Ježíšova v Trenčíně
- 1662 - 1663 vyučující v druhé třídě gymnázia v Trnavě
- 1663 - 1665 studium filozofie na Košické univerzitě
- 1665 - 1666 profesor na gymnáziu v Užhorodě
- 1666 - 1667 a 1670 studium teologie na Košické univerzitě
- 1670 vysvěcen na kněze
- 1670 - 1671 misionář a kazatel v Rožňavě
- 1671 misionář, kazatel a správce fary v Nižné na Oravě
- 1672 třetí zkušební doba ve Vídni
- 1672 mise v Ružomberku
- 1673 misionář a správce fary v obci Palúdzka na Liptově
- 1673 misionář a správce fary v Senici
- 1673 misionář ve Vrbovce
- 1673 - 1674 misionář a správce fary v Turé Lúke
- 31. 10. 1674 zemřel mučednickou smrtí v Turé Lúke
- listopad 1674 pohřben v kryptě jezuitského univerzitního kostela v Trnavě

## Smrt
Franciscus Cornelius ve Fragmenta Ung. Histor. uvádí: Kněze Jana Simonidesa v Turé Lúke v noci před 1. listopadem 1674 v uzoučkých 5 loktů dlouhé a právě tak široké ložnici velmi ukrutně mučili, trhali, zbili a nakonec zavraždili. Jeho ostatky přenesli do jezuitské krypty v Trnavě. V ten samý den titíž vrazi zabili Brezovského faráře Mikuláše Végha a Pavla Silesiusa, Myjavského faráře.
Arcibiskup a primas Uherska Juraj Pohronec-Slepčiansky ve své zprávě ad limina Svaté stolici v roce 1684 papeži bl. Inocencovi XI. píše: Ján Simonides, jezuita na misích, byl kacíři v noci chycen, z fary odvlečen, vícenásobně zraněn a nakonec zavražděn  .